# Пуровськ
Пу́ровск (рос. Пуровск) — селище у складі Пурівського району Ямало-Ненецького автономного округу Тюменської області, Росія. Адміністративний центр Пуровського сільського поселення.
Населення — 2378 осіб (2010, 2365 у 2002).
Національний склад станом на 2002 рік: росіяни — 57 %.